# شهرستان باییو
شهرستان باییو (به لاتین: Baiyü County) یک منطقهٔ مسکونی در چین است که در ولایت خودمختار گارزئی تبتی واقع شده‌است. شهرستان باییو ۴۱٬۵۰۰ نفر جمعیت دارد و ۳٬۰۱۲ متر بالاتر از سطح دریا واقع شده‌است.